# HIKARU UTADA SCIENCE FICTION TOUR 2024
『HIKARU UTADA SCIENCE FICTION TOUR 2024』（ヒカル・ウタダ・サイエンス・フィクション・ツアー 2024）は、シンガーソングライターである宇多田ヒカルがデビューしてからおよそ25周年経過した2024年の7月13日から9月1日にかけて開催されている、全9都市18公演（うち海外2都市4公演）のツアーである。日本でのツアーは6年ぶり通算4度目の国内ツアーである。

## 背景
自身初となるオールタイム・ベストアルバムが、2024年4月10日に発売され、それに伴って開催されることとなった。デビュー25周年となった2023年12月9日、公式サイトや公式YouTubeチャンネルにて、全国ツアー「SCIENCE FICTION TOUR 2024」を行うことが発表。

## 施策

### チケット
本ツアーでは、前回のHikaru Utada Laughter in the Dark Tour 2018に引き続き電子チケット方式を採用している。効果としては転売の防止、さらに入場時のストレスや待ち時間減少の配慮がなされた。また、高価チケット売買の防止策として、本人や同伴者以外の入場や転売、譲渡はNGとなり、都合上、チケット購入後にやむを得ない理由により当日観覧できなくなってしまいそうな場合は、「譲りたい人」と、そのライブのチケットを「購入したい人」とを定価で仲介するシステムも導入され、正規の価格にて観たい人が観れる配慮がなされた。今回もさいたまスーパーアリーナ公演以外は開場から開演まで1時間になっている。

### 撮影
本ツアーでも、前回のHikaru Utada Laughter in the Dark Tour 2018に引き続きSNSの普及に合わせて、スマートフォンでの写真や動画撮影が可能である。前回同様、一眼レフカメラやビデオカメラによる撮影、録音専用機材による録音などは禁止されたほか、フラッシュの使用も禁じられた。

### グッズ
本ツアーでも、会場で販売されている商品を事前にネット上で購入できる「事前申込（決済）コンサート会場引き換え」が導入されている。これによって公演毎に商品を選択、申し込み、支払いした人は当日、グッズ販売列に並ぶ必要がなくなった。

## 日程
| 開催日  | 曜日   | 開催場所                                      | 開場/開演時間 | 備考 |
| ------- | ------ | --------------------------------------------- | ------------- | ---- |
| 7月13日 | 土曜日 | マリンメッセ福岡 A館                          | 17:00/18:00   |      |
| 7月14日 | 日曜日 | マリンメッセ福岡 A館                          | 15:00/16:00   |      |
| 7月19日 | 金曜日 | Aichi Sky Expo ホールA                        | 17:30/18:30   |      |
| 7月20日 | 土曜日 | Aichi Sky Expo ホールA                        | 15:30/16:30   |      |
| 7月24日 | 水曜日 | さいたまスーパーアリーナ                      | 16:30/18:30   |      |
| 7月25日 | 木曜日 | さいたまスーパーアリーナ                      | 16:30/18:30   |      |
| 7月30日 | 火曜日 | グランディ・21 セキスイハイムスーパーアリーナ | 17:30/18:30   |      |
| 7月31日 | 水曜日 | グランディ・21 セキスイハイムスーパーアリーナ | 17:30/18:30   |      |
| 8月3日  | 土曜日 | 国立代々木競技場 第一体育館                   | 15:00/16:00   |      |
| 8月4日  | 日曜日 | 国立代々木競技場 第一体育館                   | 15:00/16:00   |      |
| 8月10日 | 土曜日 | 台北アリーナ                                  | 16:00/17:00   |      |
| 8月11日 | 日曜日 | 台北アリーナ                                  | 16:00/17:00   |      |
| 8月17日 | 土曜日 | AsiaWorld Expo Arena                          | 19:00/20:00   |      |
| 8月18日 | 日曜日 | AsiaWorld Expo Arena                          | 19:00/20:00   |      |
| 8月27日 | 火曜日 | 大阪城ホール                                  | 17:30/18:30   |      |
| 8月28日 | 水曜日 | 大阪城ホール                                  | 17:30/18:30   |      |
| 8月31日 | 土曜日 | Kアリーナ横浜                                 | 15:30/16:30   |      |
| 9月1日  | 日曜日 | Kアリーナ横浜                                 | 15:30/16:30   |      |

## セットリスト
今回は全アルバムから満遍なく披露されている。1stから5thで各アルバム3曲ずつ披露されているため全体の約7割を占めることになっている、そのため2016年以降の曲が約3割を占めている。
またベストアルバム「SCIENCE FICTION」に収録されている全26曲中14曲披露されている。全体の約6割を占めており、残り9曲はベストアルバムに収録されていない。
本編
1. time will tell
2. Letters
3. Wait & See 〜リスク〜
4. In My Room
5. 光 (Re-Recording)
6. For You
7. DISTANCE -m-flo remix-
8. traveling (Re-Recording)
9. First Love
10. Beautiful World
11. COLORS
12. ぼくはくま
13. Keep Tryin'
14. Kiss & Cry
15. 誰かの願いが叶うころ
16. BADモード
17. あなた
18. 花束を君に
19. 何色でもない花
20. One Last Kiss
21. 君に夢中

アンコール
1. Electricity
2. Automatic

### バンドメンバー
- ベン・パーカー：ギター
- 大森 日向子：ピアノ、キーボード
- セイ・アデルカン：ベース
- アイサック・キジト：ドラム
- ヘンリー・バウアーズ＝ブロードベント：シンセサイザー、パーカッション、ピアノ、キーボード、ギター、バンドマスター